# Vakcína Novavax proti covidu-19
Vakcína Novavax proti covidu-19, prodávaná mimo jiné pod obchodním názvem Nuvaxovid, je podjednotková vakcína proti covidu-19 vyvinutá společností Novavax a Koalicí pro inovativní epidemickou připravenost, která je v Indii testována pod obchodním názvem Covovax. Na očkování vyžaduje dvě dávky a je stabilní při teplotách 2 až 8 °C. Druhou dávku se doporučuje podat tři týdny po první dávce. V listopadu 2021 byla vakcína schválena pro nouzové použití v Indonésii a na Filipínách, v prosinci 2021 v Evropské unii.
Jedná se o rekombinantní vakcínu využívající hrotový protein. Vakcína je nanočásticově (MatrixM) adjuvovaná. Vakcína se zčásti vyrábí v české firmě Novavax CZ (jejíž mateřskou společností je Novavax), která sídlí a podniká v osadě Bohumil v Jevanech.
Evropská léková agentura (EMA) prostřednictvím svého Výboru pro humánní léčivé přípravky zahájila na základě žádosti společnosti Novavax CZ 3. února 2021 průběžné hodnocení vakcíny, které mělo ukázat, zda jsou data na dostatečné úrovni, aby mohla být u EMA podána žádost o její registraci. V listopadu 2021 společnost podala oficiální žádost o schválení vakcíny. EMA a následně Evropská komise vakcínu schválila 20. prosince 2021 pro použití v Evropské unii.

## Klinické hodnocení
Ve 3. fázi klinických testů (45 tis. účastníků) dosáhla vakcína účinnosti 90,4 % ve studii prováděné v USA a Mexiku, ve studii prováděné ve Velké Británii pak 89,7 % účinnost.
Pozorované nežádoucí účinky byly obvykle mírné až střední závažnosti. Nejčastějšími nežádoucími účinky byly citlivost v místě injekce, bolest v místě injekce, únava, myalgie a bolest hlavy.
Předběžné výsledky studie v Jižní Africe však ukázaly nižší míru účinnosti proti variantě beta, a to přibližně 50–60 %.